# Сан-педро-киатонийский сапотекский язык
Сан-педро-киатонийский сапотекский язык (Eastern Tlacolula Zapotec, Quiatoni Zapotec, San Pedro Quiatoni Zapotec, Zapoteco de San Pedro Quiatoni) — сапотекский язык, на котором говорят в около 20 близлежащих населённых пунктах в муниципалитетах Сан-Педро-Кьятони, Салинас, Унион-Хуарес в центре штата Оахака в Мексике.